# Castellazzo Bormida
Castellazzo Bormida (Ël Castlass an Bormia in piemontese), anticamente denominato Gamondio, è un comune italiano di 4 456 abitanti della provincia di Alessandria, in Piemonte.
Il comune è situato nella pianura tra l'Orba e la Bormida.

## Geografia fisica
Il territorio di Castellazzo Bormida ha una superficie di 45,19 km². L'altezza del comune è compresa tra 90 e 132 m s.l.m. Il palazzo comunale è ad un'altezza di 104 m s.l.m.
Il comune confina a nord con il comune di Alessandria, a est con i comuni di Frugarolo e Casal Cermelli, a sud con i comuni di Predosa e Castelspina ed a ovest con i comune di Gamalero, Frascaro, Borgoratto Alessandrino e Oviglio.
Il centro abitato ricopre una piccola parte rispetto al territorio comunale.
Il comune possiede due frazioni: Fontanasse e Rampina; la frazione di Fontanasse è divisa dal confine tra Castellazzo Bormida e Casal Cermelli.
Il territorio è costellato da moltissime cascine dislocate su tutto il territorio. Molte cascine, grandi e lontane dal centro abitato, sono diventate nella storia quasi frazioni con chiesa annessa. Le cascine videro l'ultimo ripopolamento nei primi anni dell'immigrazione dal Veneto e dal meridione diventando centri molto popolosi.
Le cascine principali sono:
- Cascina Santa Barbara con la chiesa omonima
- Cascina San Leonardo con chiesa omonima fino al 1300, poi la chiesa fu dedicata sotto varie titolazioni alla Madonna (curiosità: nel 1746 la tenuta fornì riparo a Carlo Emanuele III di Savoia)
- Cascina Campagna con la chiesa di Santa Maria della Neve
- Cascina Campagnotta
- Cascina Scacca con la chiesa di Santa Caterina alla Scacca.
- Cascina Bruciata
- Cascina Zerba con la chiesa di Santa Maria Maddalena
- Cascina Maddalena (un tempo con la chiesa di Santa Maria Maddalena)
- Cascina Maranzana (un tempo con la chiesa di Sant'Antonio di Padova).
- Cascina Bergamina (un tempo con, nelle vicinanze, la chiesa di San Giovanni del Martuzzo detto anche San Giovanni dei Cavalieri di Malta o San Giovanni delle Rane).
- Cascina Rampina
- Cascina Costantina, un tempo dimora di nobili

Il territorio comunale è attraversato della Autostrada A26, dalla linea ferroviaria Alessandria-Ovada nel centro abitato, dalla linea Alessandria-Acqui Terme e dalla linea Alessandria-Nizza Monferrato-Canelli nella parte ovest verso il confine con Oviglio.
Il fiume Bormida nella parte sud-occidentale del comune forma una spaccatura nel territorio che prende il nome di Isola Grande; gli abitanti di quella zona per giungere nel centro abitato devono passare per Borgoratto Alessandrino.
Nella parte occidentale del comune al di là della Bormida nella regione Micarella è presente la nuova area industriale.

## Storia

### Origini
Il documento più antico in cui si trova citato Gamondio, come corte regia, è del 938 (937). In questo diploma la regina Berta riceve dagli imperatori Ugo e Lotario varie zone tra cui la corte regia di Gamondio. Prima di questo diploma esistono solo congetture ed ipotesi, oltre alla frase molto lusinghiera di Iacopo di Acqui.

### XII-XIII secolo

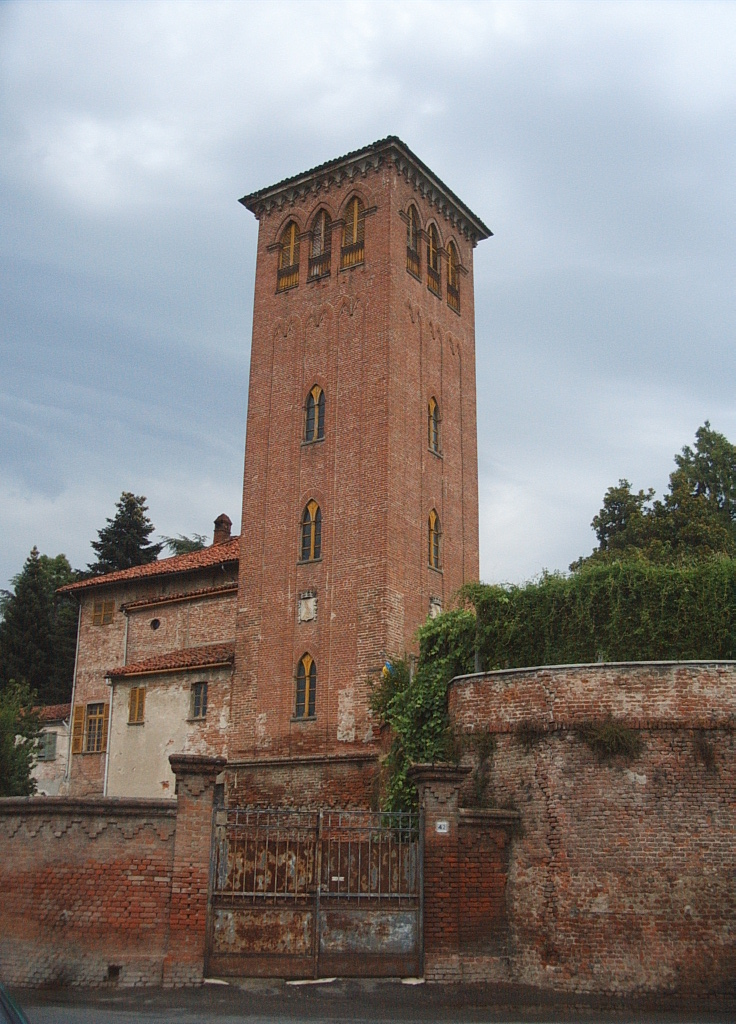
Torre del castello

Gamondio è corte regia quindi proprietà imperiale diretta, ma con sicura presenza di terreni e di uomini liberi. Nel gennaio 1106 con un documento redatto nella Parrocchia di San Martino, si ha la prima traccia di Gamondio come libero comune e nel 1146 stipula con la Repubblica di Genova un patto commerciale molto importante. È il periodo di maggior splendore per Gamondio.
Nel 1154 il geografo arabo Muhammad al-Idrisi riporta Gamondio nella sua carta dell'Italia, e la descrive così: Città popolata e grande da cui dipendono villaggi e colti [...] È recinta da mura ed ha popolazione ricca, mercati attivi e commercio con importazione ed esportazione. Per alcuni storici questa descrizione non è da attribuire a Gamondio, ma il territorio era vasto, e comprendeva i luoghi di Casal Cermelli, Portanova, Castelspina, Gamalero, Borgoratto, Cantalupo.
Nel 1155 le milizie di Gamondio si uniscono con Federico I Barbarossa per assediare nel 1158 Milano.

#### Fondazione di Alessandria
Le alleanze si cambiano in pochissimo tempo e solo dieci anni dopo Gamondio, insieme a Marengo e Bergoglio, fondano una civitas nova. Nata la città di Alessandria essa si fondò in un primo momento, come già scritto, dall'unione demica di Gamondium (Gamondio), Marenghum (Marengo) e Bergolium (Bergoglio). Questo si evince nel testo dei reclami contro Cremona del 1184 dell'imperatore Federico ove indica i promotori ed autori della fondazione della nuova città: "de tribus locis, Gamunde vicelicet et Meringin et Burgul". Non è descritto il nome del luogo dell'incontro, anche se pare già indicato con una certa precisione nella specificazione del sito sul Tanaro dove il trasferimento fu più breve: Bergoglio.
Ai tre luoghi citati si aggiunsero in seguito Roboretum (Rovereto), Solerium (Solero), Forum (Villa del Foro), Vuilije (Oviglio) e Quargnentum. In questo le popolazioni furono supportate, economicamente, dalla "Superba" e dai comuni della Lega Lombarda in contrasto con il marchesato del Monferrato principale alleato di Federico Barbarossa.
La data ufficiale di fondazione di Alessandria è il 3 maggio 1168, anche se in quel momento ha già raggiunto una configurazione topografica, urbanistica ed amministrativa definita. Il nome "Alessandria", confermato in seguito, sarà assunto in onore di Papa Alessandro III, ampio sostenitore delle azioni della Lega Lombarda contro il Sacro Romano Impero e che aveva scomunicato Federico Barbarossa.
Nel XII secolo esistono notizie per almeno diciassette chiese nel territorio di Gamondio, e tra queste molte vengono riprodotte nella nuova città in costruzione; tra le più importanti San Martino, Santa Maria dei Campi, San Giacomo, Sant'Andrea.
Per la centralità della sua posizione, il borgo offre almeno tre "ospedali" per il conforto dei pellegrini: il convento probabilmente presente alla Santissima Trinità da Lungi, sulla via romana detta Aemilia Scauri, l'ospedale di San Ranieri a Cantalupo, e l'ospedale di San Lazzaro, fondato da membri dell'omonimo ordine militare assistenziale.

#### Gamondio eCastellacium
Con il passare del tempo si inizia a confondere nei documenti ufficiali il toponimo di Gamondio, usato sia per il comune che per un quartiere di Alessandria. Dal XIV secolo con il toponimo Gamondio si indicherà il territorio e con Castellacium il centro abitato, dopo poco il toponimo Gamondio rimarrà alla città e a tutto il territorio di Castellazzo verrà dato il toponimo di Castellacium, derivato sicuramente dalle varie rovine di fortificazioni presenti nel comune.
Dopo alcuni anni di rapporti non proprio pacifici, entra nell'orbita della nuova città; viene istituito il Contado di Alessandria, sorta di consorzio amministrativo-commerciale di cui Castellazzo rimarrà esponente principale fino all'estinzione nel XVIII secolo.

### XIV secolo
Nel Trecento le chiese sono attestate in numero almeno pari a ventitré.
Alla fine del secolo Castellazzo viene separata dal dominio alessandrino ad opera dei Visconti (arrivati ad Alessandria dal 1347), che garantiscono al paese autonomia daziaria e quindi economica. Durante questi anni di dominazione gli abitanti dei vari villaggi si ribellano alle scorribande di Facino Cane, ma vengono distrutti, solo Castellazzo resiste all'assedio del 1404.

### XV-XVII secolo
Nel 1437 il borgo viene infeudato dai Visconti a Vitaliano Borromeo, e nell'Autunno del 1499, a Francesco Bernardino I Visconti, Signore di Brignano (Bergamo). Il feudo rimase nell'orbita di Milano fino alla morte di Francesco II Sforza, nel 1535. Dopo il controllo milanese, inizia la dominazione spagnola che durerà 146 anni. La famiglia napoletana di origine spagnola dei d'Avalos tenne il feudo di Castellazzo dal 1531 (con l'investitura di Alfonso III d'Avalos da parte di Carlo V d'Asburgo) al 1651, quando i fratelli Andrea e Francesco d'Avalos lo cedettero alla famiglia Pallavicino di Genova.

### XVIII secolo
Nel 1707 la zona di Castellazzo passa sotto Casa Savoia e nel 1778, morto senza discendenti l'ultimo feudatario, Giovan Battista Pallavicino, Castellazzo passa alle dirette dipendenze della casa regnante.

### XIX secolo
Nel 1863 il paese assume con regio decreto la denominazione attuale.

Ottocento e metà Novecento vedono l'affermarsi di attività artigianali legate all'industria serica (molte le filande funzionanti nel paese) e all'edilizia, partendo dalla costruzione diretta di fornaci (sistema Hoffman) per la materia prima dell'epoca, i mattoni.

All'epoca della Rivoluzione francese a Castellazzo erano in funzione già tre filande, nel 1850 si arrivò a undici stabilimenti, nel 1880 si consolidarono le tre aziende dei fratelli Boidi, Pistarini, Ricagni. La produzione serica locale era particolarmente pregiata per lucentezza e qualità. Si contavano due milioni di mori-gelsi (Mario Prati: Tesi di Laurea in Economia e Commercio, Università di Torino).
Il paese si ricompatta dalla seconda metà dell'Ottocento, con la creazione di enti, circoli e società a scopo assistenziale e ricreativo: nascono l'Asilo Prigione, la Banca Popolare di Castellazzo, il Circolo di Lettura, la Società Operaia di Mutuo Soccorso, la banda musicale "Giacomo Panizza", il MotoClub, il Touring Club ciclistico.

### XX secolo
All'inizio del XX secolo le confraternite perdono vigore, e in vario modo scompaiono le piccole chiese di San Rocco, San Michele, Santissima Annunziata, San Giovanni e Santa Croce.

### Simboli
Lo stemma storico è stato riconosciuto con DCG n. 10916 del 4 dicembre 1932.
Il gonfalone è un drappo di rosso concesso con DPR dell'11 giugno 1980.

## Monumenti e luoghi d'interesse
(Chronicon Imaginis Mundi, Iacopo da Acqui. 1320 circa)

### Architetture religiose

#### Chiesa di Santa Maria della Corte
La chiesa di Santa Maria della Corte viene citata per la prima volta in un istrumento del 1005 che nomina la fondazione della chiesa "in curte regia Gamundii" (da cui il suffisso della Corte) da parte di Maria figlia del re anscarico Adalberto II d'Ivrea. Fin dall'inizio la chiesa è parrocchiale.

Nel 1443 la chiesa con annesso convento, costruito agli inizi del XV secolo, passa ai padri serviti.
La chiesa viene più volte demolita e ricostruita. La prima chiesa è probabilmente ad aula unica e anche molto piccola. Nel 1494, al termine della messa dello Spirito Santo, si dà inizio alla solenne demolizione. La chiesa viene ricostruita a tre navate, probabilmente in stile tardogotico. La consacrazione avviene il 2 febbraio 1534, il giorno dopo la consacrazione di San Martino appena ingrandita.
Inondata dalla Bormida nel 1647, e bruciata dai francesi nel 1651 della chiesa rimane solo il campanile e un crocefisso dichiarato miracolato da papa Benedetto XV.
Tra il 1665 e il 1717 la chiesa è ricostruita secondo il vecchio progetto per sfruttare le fondamenta rimaste; i lavori sono affidati all'architetto alessandrino Guglielmo Trotti che però modifica l'aspetto interno.
Nel 1802 il maire napoleonico dichiara sciolta la comunità di Santa Maria e nel 1807 i padri serviti abbandonano il convento che ritornerà nelle mani del clero secolare nel 1817.
Il convento viene diviso tra la parrocchia e il municipio.
Nel 1894 vengono intrapresi i lavori di risanamento della pavimentazione e degli affreschi interni.
La chiesa di Santa Maria della Corte è la prima parrocchia del paese e si può vantare del leone alato simbolo di Venezia, lasciato appunto dalla serenissima repubblica di Venezia.

#### Chiesa di San Martino
Sicuramente è la chiesa più antica di Castellazzo, fondata sicuramente prima del 1000.
Il primo documento che la cita è un atto redatto nel 1106 nella piazza attigua dove si trova anche l'indicazione di Gamondio libero comune
La chiesa è parrocchiale da sempre, e trova una sua gemella costruita nella nuova città di Alessandria. Dal 1264 la chiesa è retta dai Padri Agostiniani. Durante i vari ampliamenti la facciata viene posta a meridione rispetto all'originale che era posta a levante. La chiesa è ingrandita nel XIV secolo inglobando parte della primordiale chiesa. Nel 1534 terminano i lavori spostando ulteriormente la facciata in avanti fino ad inglobare la torre che era Albo Pretorio.
Il 1º febbraio la chiesa viene consacrata da Leonardo di Vercelli, vescovo di Betlemme.
La facciata viene completata nel 1561. Nel 1895 prende fuoco il campanile posteriore. Viene ricostruito sopraelevandolo di 15 metri sulle strutture del precedente dall'architetto Giuseppe Boidi Trotti. Negli anni trenta la chiesa viene ristrutturata per riportarla al suo stato iniziale, scrostando l'esterno che era colorato a rigoni orizzontali. La chiesa di San Martino è la seconda parrocchia del paese.

#### Chiesa dei Santi Carlo e Anna

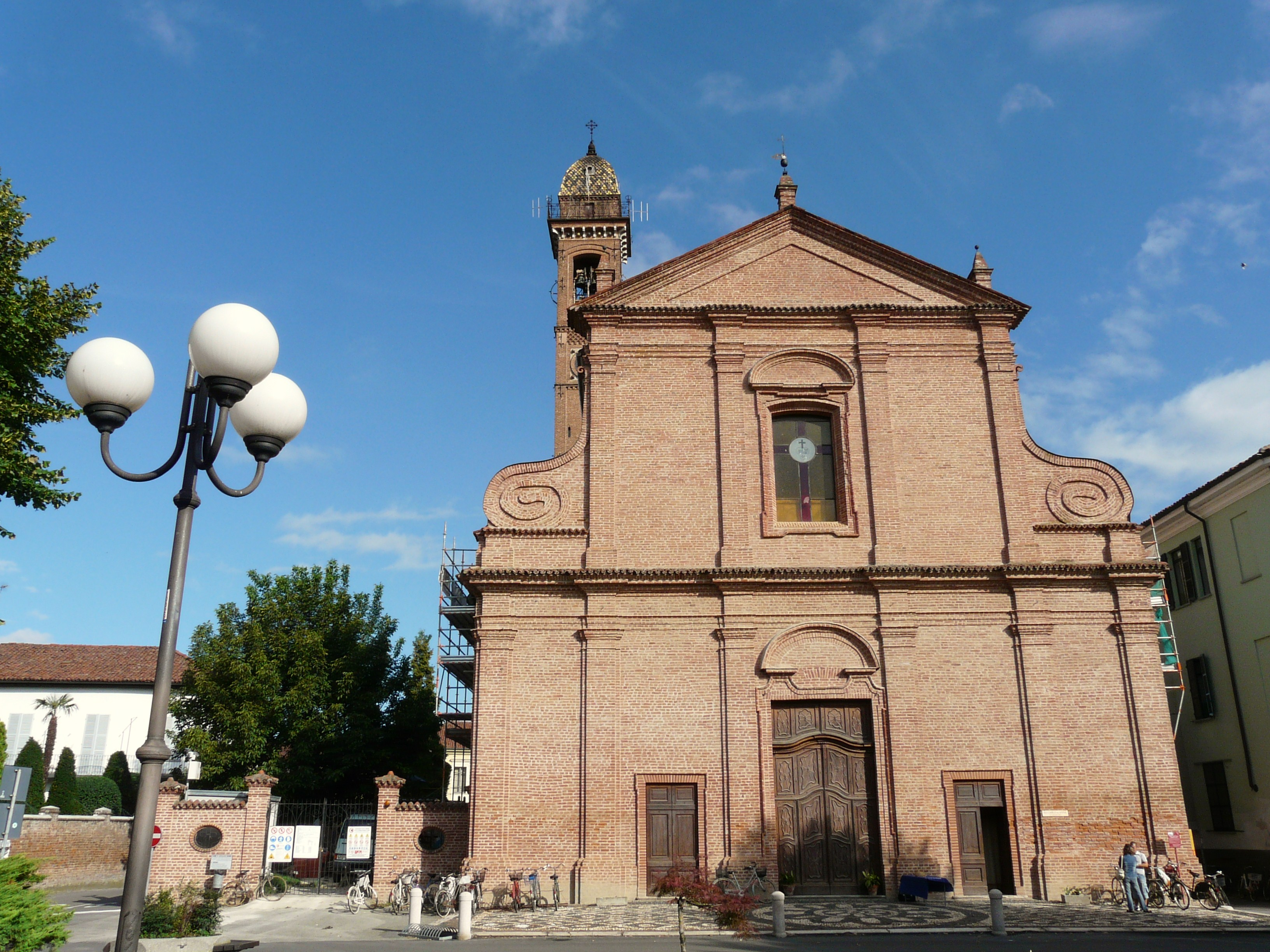
La chiesa dei Santi Carlo e Anna

La chiesa venne costruita per volontà testamentarie di Maddalena Trotti e nel 1631 venne posata la prima pietra. Le guerre del periodo ritardarono i lavori, che vennero interrotti per mancanza di materiale e mano d'opera (nel frattempo il titolo di parrocchia era tenuto dal vicinissimo oratorio della Santissima Annunziata). Nel 1665 venne terminato il coro e nel 1714 venne consacrata. Nel 1892, su progetto dell'ingegnere Crescentino Caselli, venne rialzato il campanile.
Al suo interno è conservata una statua lignea della Madonna del Carmine (detta dai castellazzesi "della provvidenza") della bottega del Maragliano.
La chiesa dei Santi Carlo ed Anna è la terza parrocchia del paese.
Nel 1720, Paolo Francesco Danei (Ovada, 3 gennaio 1694 – Roma, 18 ottobre 1775), sentendosi chiamato da Dio a fondare un nuovo istituto, dopo aver indossato un abito di penitenza il 22 novembre 1720, con il consenso del Vescovo di Alessandria, Mons. Francesco Giuseppe Arborio di Gattinara, visse per 40 giorni nel piccolo locale attiguo alla sacrestia della Chiesa dei Santi Carlo ed Anna, in totale isolamento con digiuno e molta preghiera scrisse la regola di quella che sarebbe poi diventata la Congregazione della Passione di Gesù Cristo (Passionisti).

#### Chiesa di Santo Stefano
La chiesa di Santo Stefano "extra muros" ha un'origine certamente monastica per la sua lontananza dall'abitato di allora. La fondazione risale all'incirca alla metà dell'XI secolo dall'impronta romanica che l'edificio conserva: tre absidi (rimaneggiate nel corso dei secoli) e la cripta.
Le absidi trovano le loro gemelle nell'Abbazia di Santa Giustina di Sezzè (Sezzadio) da cui dipese, dello stesso periodo, ma anche a Castellazzo si ha nella storia un'altra chiesa con tre absidi: San Giovanni del Mortuzzo o delle rane. L'antica Santo Stefano vede periodi di abbandono nel 500 e solo alla fine del secolo (1596-97) vengono iniziati i lavori di restauro che si protrarranno fini alla metà del 1600. La chiesa viene rialzata e la facciata completamente rifatta. La chiesa, oggi di proprietà del comune, ha subito dei restauri nel 1997-98 che hanno portato alla luce che le dimensioni in pianta dell'oratorio originale erano le stesse di quello giunto ai giorni nostri.

#### Chiesa della Santissima Trinità da Lungi
Fondata dai canonici regolari di Santa Croce di Mortara, probabilmente intorno al 1130, la chiesa (priorato, ma anche parrocchia) viene citata per la prima volta nel 1134. Costruita sicuramente all'interno di un complesso monastico, del quale nell'Ottocento se ne trovano ancora abbondanti tracce di ruderi, nel cinquecento è usata come pagliaio.
Gli interventi del Ghilini nel 1731 ci hanno fatto giungere molte parti antiche della chiesa. Il Ghilini, fece rialzare i muri per permettere una copertura a volta.
Nel 1836 con la ristrutturazione della volta e la tinteggiatura delle pareti, l'edificio è riaperto al culto. Gli ultimi interventi sono degli anni trenta del novecento da parte dell'architetto Mesturino della Soprintendenza delle Belle Arti di Torino, che fece riaprire le monofore dell'abside che erano state chiuse. Di importanza romanica rimangono oggi gran parte dell'abside, dei muri perimetrali e i capitelli, forse il maggior segno di arte a Castellazzo.

#### Santuario della Beata Vergine della Creta

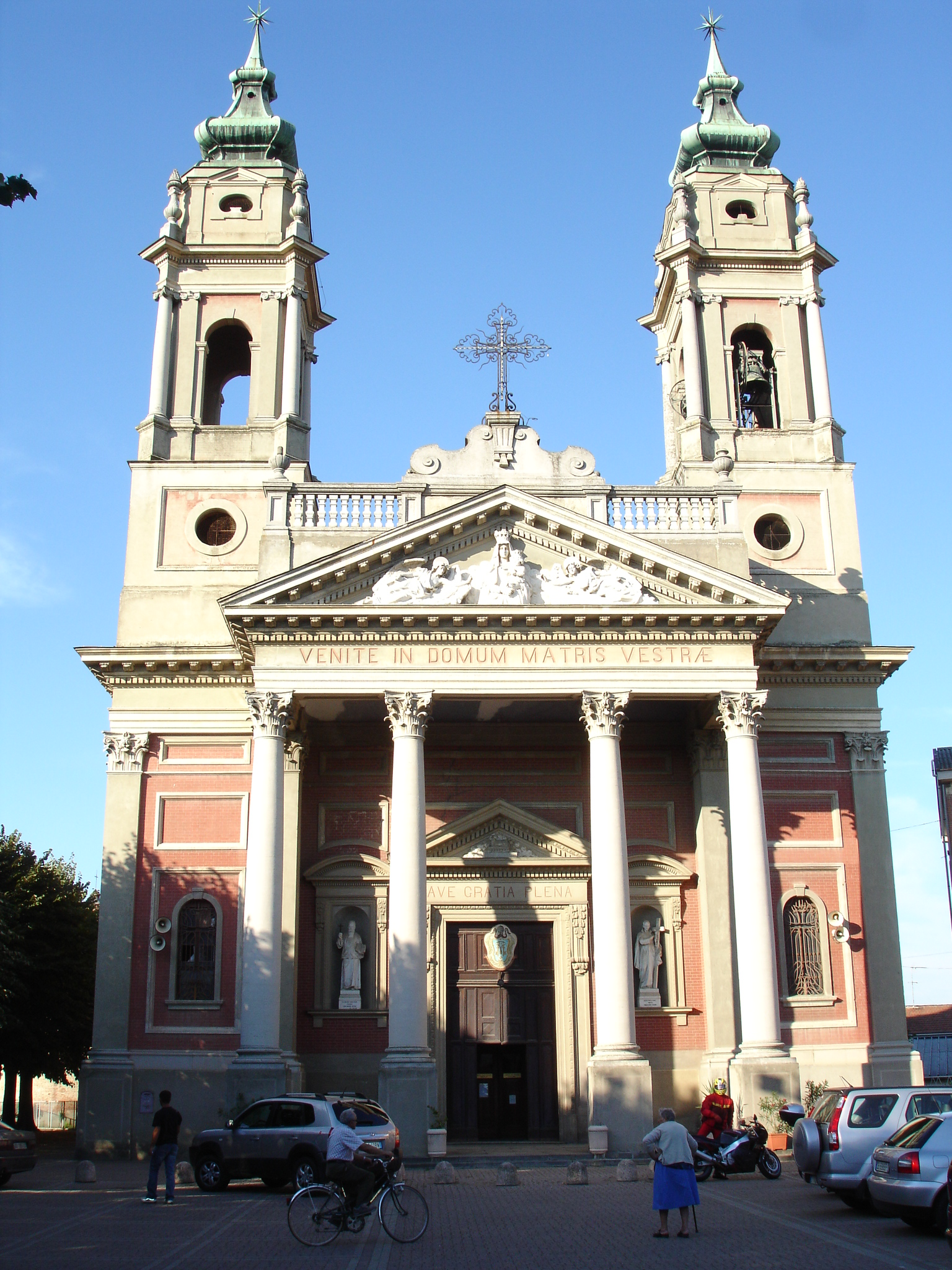
Santuario Beata Vergine della Creta

La prima costruzione avvenne intorno al XVII secolo come ringraziamento della protezione durante l'epidemia di peste del 1630; la cappella venne demolita, per incuria, nel 1764.
Nel periodo 1802-1848 si ha la costruzione della nuova chiesa e della cosiddetta "Rotonda" intorno al pilone, mentre l'inizio dell'edificazione dell'odierno santuario avvenne sul finire del XIX secolo. Nel 1947 Pio XII conferì alla "Madonnina" (chiamata così da tutti i Castellazzesi) il titolo di Patrona dei Centauri.
Sui muri del corridoio che conduce alla Rotonda e nella Rotonda stessa si trovano molti ex voto a significare la grande devozione per la Beata Vergine della Creta.

#### Oratori

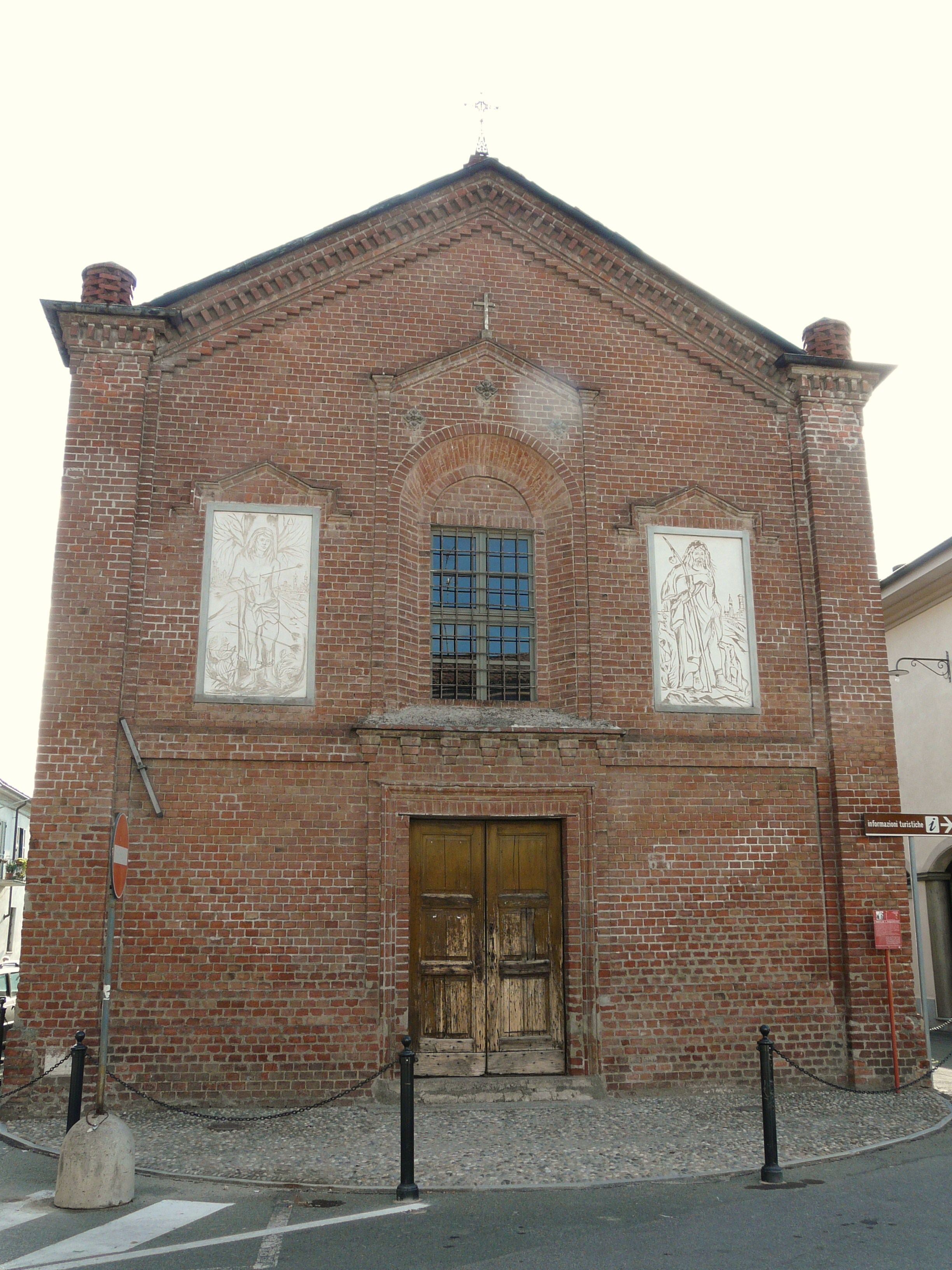
L'oratorio di San Sebastiano

- Oratorio di Sant'Antonio abate: la confraternita di Sant'Antonio fu l'unica a possedere due chiese contemporaneamente, una nel centro e una nella campagna. L'attuale edificazione è del 1699. La facciata è una rifinitura di fine Ottocento inizio Novecento.
- Oratorio della Santissima Pietà: la confraternita già presente nel 1298 riappare nella storia intorno al 1496 con l'oratorio di San Sebastiano in Borgo Nuovo che verrà soppiantato dall'attuale oratorio. Fino al settecento l'oratorio era affiancato dall'ospedale di Santa Caterina, poi confluito nell'ospedale riunito. A Natale ospita un grande presepio meccanico
- Oratorio di San Sebastiano: l'oratorio non viene citato nell'elenco delle chiese del 1576 ma sapendo che era presente una chiesa di San Sebastiano in Borgo nuovo già nel 1496 sicuramente questa è più vecchia. La confraternita dell'oratorio aveva anche acquistato l'ospedale di San Bernardino, che diventò dei Santi Bernardino e Sebastiano; l'ospedale confluito nel 1760 con il Santa Caterina formerà l'ospedale dei Santi Bernardino e Caterina. L'oratorio sicuramente arretrato rispetto all'originale presenta una volta e una facciata costruite nell'Ottocento.
- Oratorio della Santissima Trinità]di via Roma o della Contrada Grande: la sua prima edificazione era stata possibile grazie al recupero del materiale dalla ormai demolita chiesa di Sant'Andrea, presso la porta di San Lazzaro. Intorno al 1790 iniziano i lavori per la riedificazione dell'oratorio che gravava in pessime condizioni. Varie assonanze interne ed esterne con lo scomparso oratorio di San Michele fanno propendere che l'architetto fu sempre Giuseppe Zani.

#### Chiese ed Oratori adibiti ad altri usi
- Oratorio di San San Giovanni Battista: secondo una tradizione orale l'attuale oratorio fu costruito con il materiale recuperato dalla distruzione dell'oratorio di San Giovanni da Paravano che sorgeva nell'attuale piazza Vittorio Emanuele II. Dopo il cambio di uso nel 1940 venne abbattuto il coro per poter allargare la sede stradale e in un secondo tempo venne abbattuto anche il campanile. L'oratorio veniva usato come chiesa minore della parrocchiale di Santa Maria della Corte. La statua del Santo è adesso posta in un'edicola di fronte all'oratorio.
- Chiesa dei Santi Maria e Francesco ai Cappuccini: fondata insieme al convento il 16 agosto 1608 dai frati minori cappuccini, venne consacrata nel 1667. Vennero fatti vari lavori per le varie esigenze del convento e ci furono anche delle sospensioni di presenza dovute al periodo napoleonico. Nel 1897 il pittore milanese Rodolfo Gambini rifece gli intonaci interni ed esterni. Il convento fu chiuso nel 1961 e la struttura passò al comune nel 1973. L'ex convento è stato destinato ad edilizia residenziale. La chiesa è adibita ad aula pubblica.
- Oratorio di San Nicola da Tolentino: le uniche citazioni dell'oratorio sono nei catasti del 1563 e del 1633. Visibile bene dall'esterno la zona absidale è anteriore al resto dell'oratorio, perciò si suppone che l'oratorio sia stato in parte riedificato. Prima di cambiare uso era la chiesa minore della parrocchiale di San Martino.

#### Oratori oggi non più esistenti

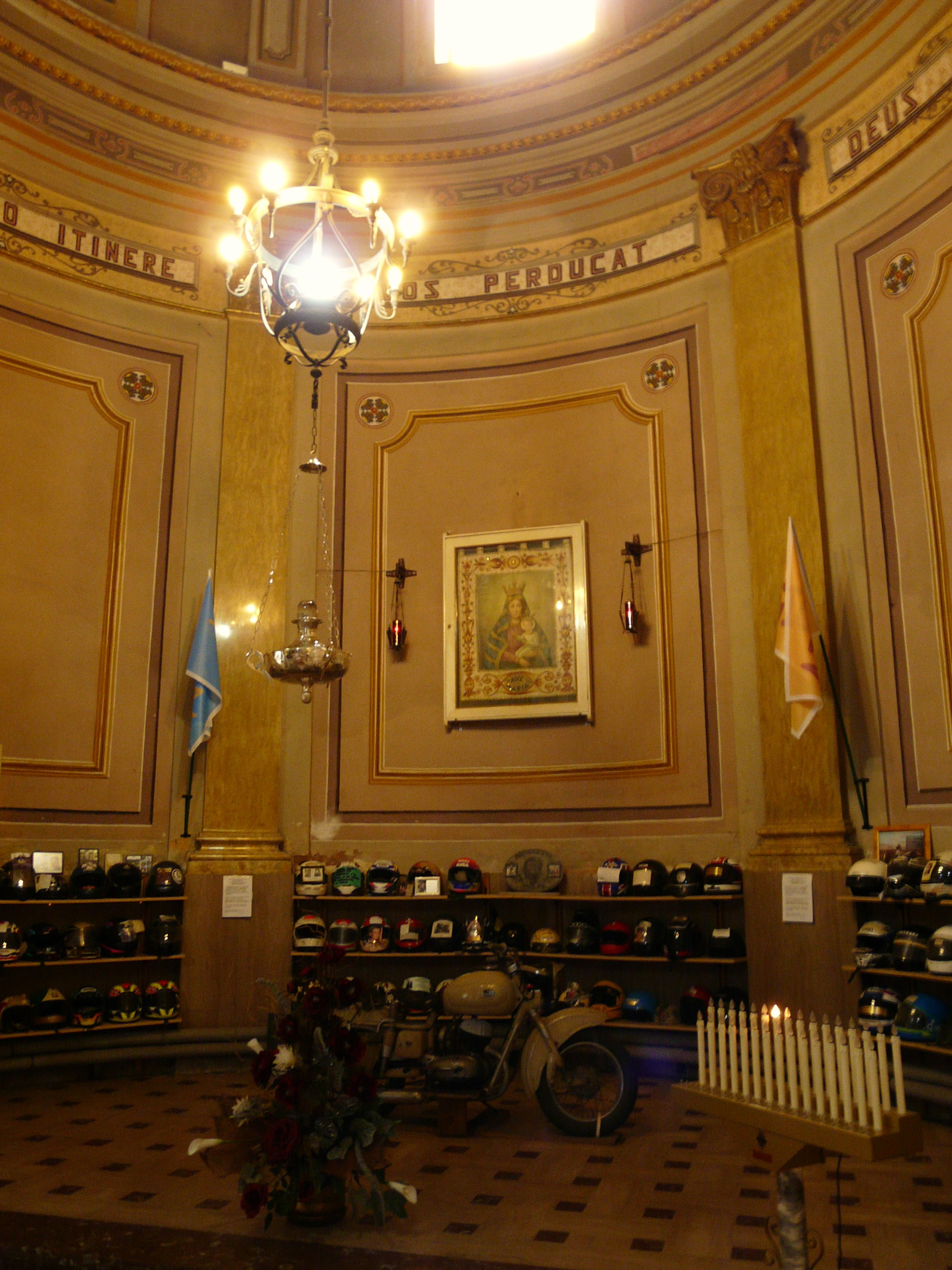
La cappella del motociclista all'interno del santuario della Creta

Gli oratori elencati sono quelli che sono stati abbattuti nel XX secolo.
- Santissima Annunziata: già esistente nei registri del catasto del 1563. Occupava un piccolo lotto a fianco della chiesa dei Santi Carlo ed Anna. Era separata dalla parrocchiale prima da una piccola striscia di terra poi da una sagrestia. L'oratorio fu abbattuto negli anni quaranta. Fu parrocchia durante la costruzione di San Carlo e poi venne utilizzata come chiesa minore.
- Santa Croce: citato per la prima volta nel catasto del 1584 dal 1633 alla sua demolizione non ha subito modifiche. Durante le due guerre mondiali venne usato come ripostiglio. Dopo due perizie degli anni 50, venne venduto nel 1958. Al suo posto sorge un'abitazione privata che ha mantenuto parte dei muri portanti. Era l'oratorio gemello della Santissima Pietà.
- San Michele: San Michele era una chiesa di Gamondio citata già nel 1156, l'ultima edificazione risale alla fine del XVIII secolo ad opera dell'architetto alessandrino Giuseppe Zani. I disegni dell'oratorio, conservato all'archivio di Stato di Alessandria, presentano molte similitudini con l'oratorio della Santissima Trinità di via Roma, tanto da far pensare che fu lo stesso Zani a fare il progetto. L'oratorio crolla nella notte dell'11 ottobre 1942. Nel 1944 viene demolito e nel 1951 viene ceduto. L'antica chiesa in Gamondio, molto importante, diede il nome ad un quartiere e ad un ponte del comune.
- San Rocco: si parla si San Rocco già nel 1534, l'oratorio fu ingrandito nel 1630-31 per devozione in quanto la contrada grande (l'odierna via Roma dove si trovava l'oratorio) fu risparmiata dalla peste. L'oratorio era ricavato in una vecchia porta di fortificazione. Venne abbattuto nel 1922. La statua del Santo è posta in una nicchia nel muro dove la chiesetta confinava.

### Architetture civili

#### Torre dell'orologio
La torre dell'orologio è la torre più antica rimasta a Castellazzo. Sorge sul perimetro delle antiche mura, sorte nel XI-XII. Il percorso delle prime mura è a forma ellittica e via General Moccagatta dove sorge la torre segue proprio il percorso delle antiche mura. La pianta della torre è a tre quarti di cerchio.
La torre ha subito rimaneggiamenti nel corso dei secoli.
Curiosità: nel 1858 durante degli scavi nell'attuale via Gamondio (anch'essa sul percorso delle vecchie mura) furono messe in evidenza le fondazioni di un'analoga torre, certezza in più che il comune era circondato da mura con varie torri per la sicurezza.

#### Torrione della Gattara

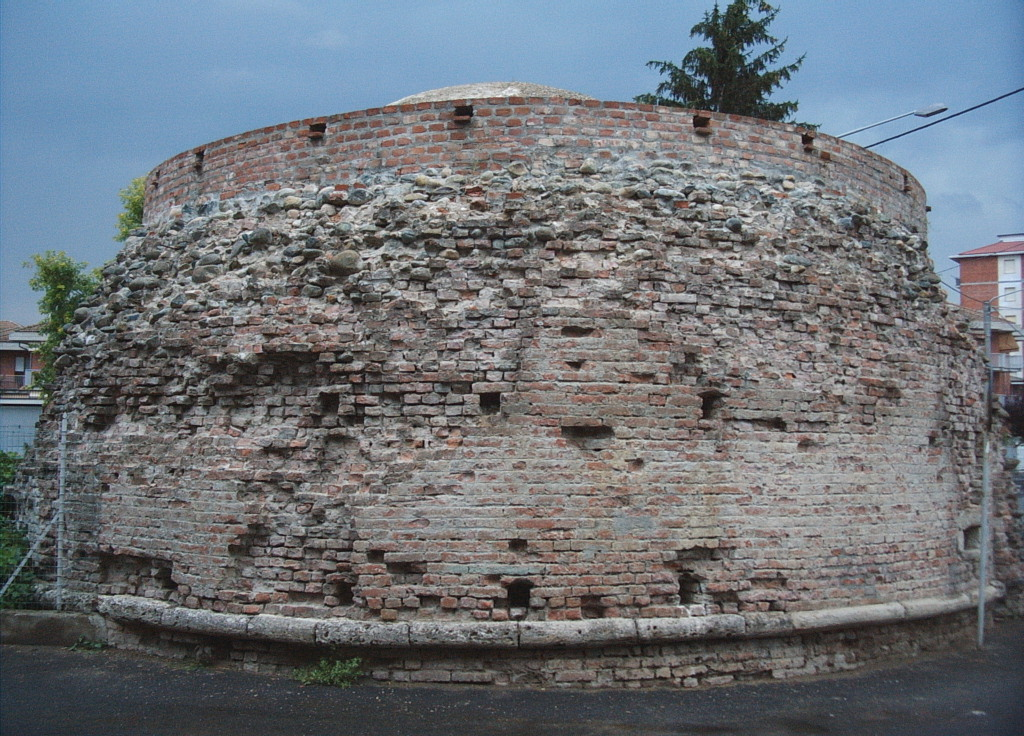
Torrione

Il torrione detto della Gattara dal nome del rione su cui sorge, è l'unico superstite di un sistema difensivo, costituito da mura e torri, fatto erigere dal commissario Cotta, per volontà del duca di Milano Ludovico il Moro, tra il 1496 e il 1498.
Le mura del quattrocento dette "le mura nuove", formavano un pentagono intorno al comune; oggi il percorso delle mura è ancora visibile dagli spalti che ne ripercorrono fedelmente il percorso dividendo il centro storico dalla periferia.
Il torrione è a pianta circolare, è collegato attraverso ad un sistema di camminamenti sotterranei che portano al Castello. Il torrione è stato in tempo recente un deposito di ghiaccio.

##### Palazzo municipale
Il Palazzo del Municipio di Castellazzo Bormida iniziò a prendere forma nel 1883, sostituendo il vecchio Palazzo del Pretorio e demolendo la storica chiesa di San Giacomo dei Serviti, che si trovava nell'attuale via Emanuele Boidi.

Il progetto fu affidato all'ingegnere Giulio Leale di Alessandria e approvato ufficialmente il 7 dicembre 1882. Il nuovo edificio doveva ospitare sia gli uffici comunali che le scuole dell'obbligo. Per realizzare l'opera fu contratto un mutuo di 179.000 lire con la Cassa dei Depositi e Prestiti, da rimborsare in trent'anni, come sancito da un decreto della Deputazione Provinciale di Alessandria il 29 gennaio 1883. Il 2 dicembre 1883, un Regio Decreto firmato da Umberto I ne dichiarò la pubblica utilità.

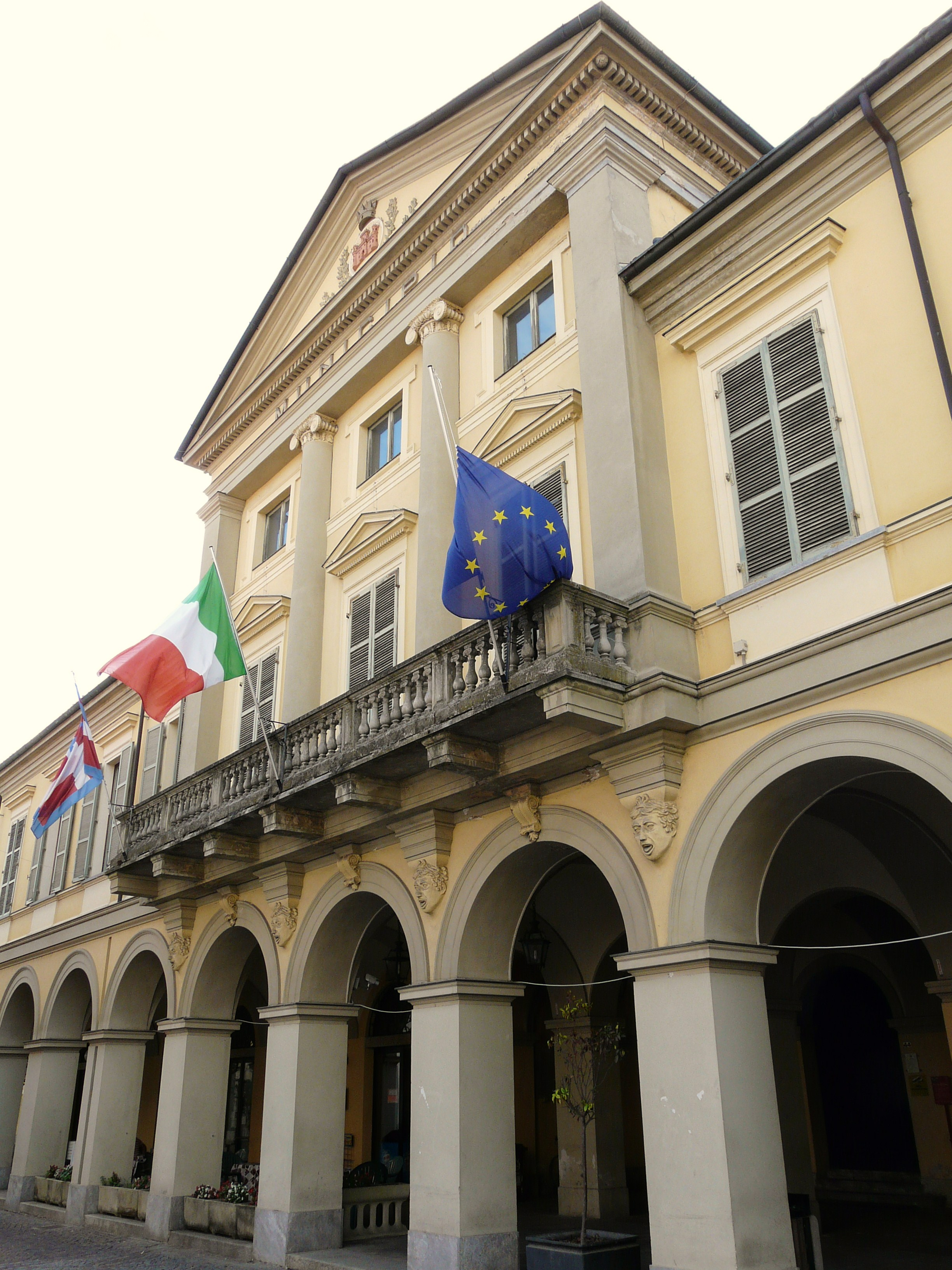
Il palazzo comunale

Gli uffici comunali, secondo il progetto, comprendevano una serie di locali: una sala riunioni per il consiglio comunale, una per la giunta, l'ufficio del sindaco, l'ufficio del segretario, una sala d'archivio, l'ufficio dello stato civile, l'ufficio del catasto, quello del capo della guardia campestre, la pretura, una sala d'udienza, il gabinetto del pretore, l'ufficio dei cancellieri, l'ufficio dell'usciere, l'ufficio dell'archivista, una stanza per i testimoni, l'archivio notarile, stanze per gli inservienti del carcere (distinte per uomini e donne), l'alloggio del custode e una latrina. Era inoltre previsto un alloggio per i carabinieri, dotato di camere da letto e cucina.
Per le scuole, il progetto prevedeva una divisione tra la sezione maschile e quella femminile. Ogni sezione era composta da diverse aule, una stanza per le riunioni dei maestri, una per la direzione, l'alloggio del bidello e della bidella e le relative latrine. Inoltre, vi erano due cortili distinti, uno per le scuole femminili e uno per quelle maschili. 
L'intero complesso copriva una superficie di circa 2.700 metri quadrati. La costruzione fu affidata all'impresa di Sebastiano Ratti, che stipulò il contratto nel 1884. L'edificio venne completato e collaudato nel 1886, con l'utilizzo pieno a partire dal 1890. Il palazzo si trova tra le vie XXV Aprile, via Emanuele Boidi e via Cavour. Il processo di costruzione non fu privo di difficoltà, poiché emersero numerosi reclami e ricorsi da parte degli ex proprietari dei terreni, oltre a un'indagine pubblica sulla regolarità della fornitura delle inferriate dell'edificio e una citazione del Comune contro l'impresario per inadempienze contrattuali.
L'edificio si distingue per un lungo porticato al piano terreno e una sezione centrale più elevata, arricchita da paraste ioniche di ordine gigante con un timpano triangolare. Di particolare valore sono lo scalone in pietra e la sala consiliare. Quest'ultima, situata al primo piano del palazzo, conserva ancora oggi gli scranni originali ottocenteschi della Pretura di Castellazzo, soppressa nel 1890.

## Società

### Evoluzione demografica
Abitanti censiti

## Cultura
Biblioteche
È presente la biblioteca civica Francesco Poggio fondata nel 1976.

### Eventi

#### Motoraduno
Il motoraduno internazionale "Madonnina dei Centauri" si tiene tutti gli anni, durante la II settimana di luglio, e culmina con la funzione religiosa per la benedizione di piloti e macchine. L'evento si svolge dal 1946, organizzato dal locale motoclub e ideato dall'allora presidente Marco Re, farmacista castellazzese. La cerimonia è partecipata da migliaia di motociclisti provenienti da tutta Europa. Curiosità: il primo motociclista di ogni paese entra, per seguire la funzione religiosa, in chiesa con il motore acceso e il motociclista che ha percorso più chilometri per giungere a Castellazzo Bormida viene premiato.

#### Settembre castellazzese

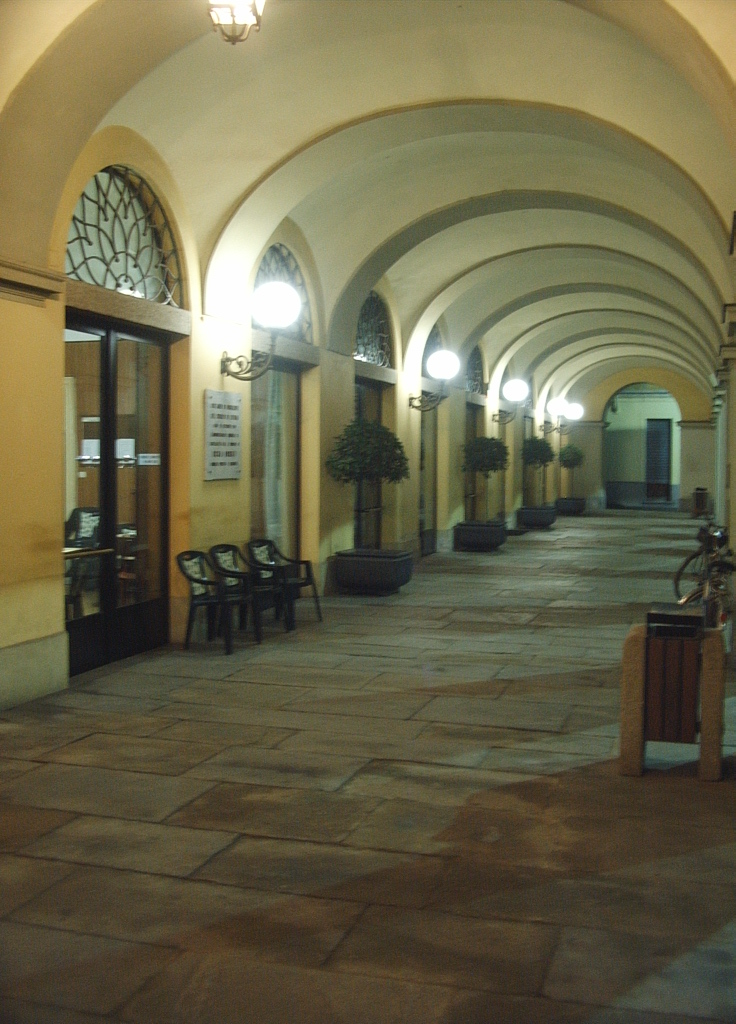
I portici comunali

Il settembre castellazzese è il contenitore di tutte le manifestazioni della festa del paese. Ha inizio alla fine di agosto con la conferenza stampa, nella quale viene presentato ufficialmente il programma dei festeggiamenti, ed ha termine con la mostra mercato della zucca.

##### Galleria Gamondio
Nata nel 1968, è una collettiva d'arte contemporanea che si svolge nelle settimane centrali della festa del paese. La collettiva fino al 2006 è stata organizzata al pian terreno delle scuole medie. Dal 2006 la galleria non ha ancora trovato una sistemazione definitiva: nel 2006 è stata organizzata presso la canonica di San Martino, nel 2007 presso la chiesa di Santo Stefano e nel 2008 presso l'oratorio di San Nicola. Dal 2007 la galleria ospita le opere realizzate durante l'estemporanea di pittura organizzata dal comune.

##### Palio dell'oca
Il Palio dell'oca è una manifestazione folkloristica che viene organizzata ogni anno la III domenica di settembre. Si svolge in piazza Vittorio Emanuele II (la piazza centrale), dove con balle di paglia viene creato un percorso a forma di "U", dove vengono fatte correre le oche. Durante il palio si disputano anche dei giochi tra i vari partecipanti dei rioni quali: il tiro alla fune, l'ago nel pagliaio ecc.

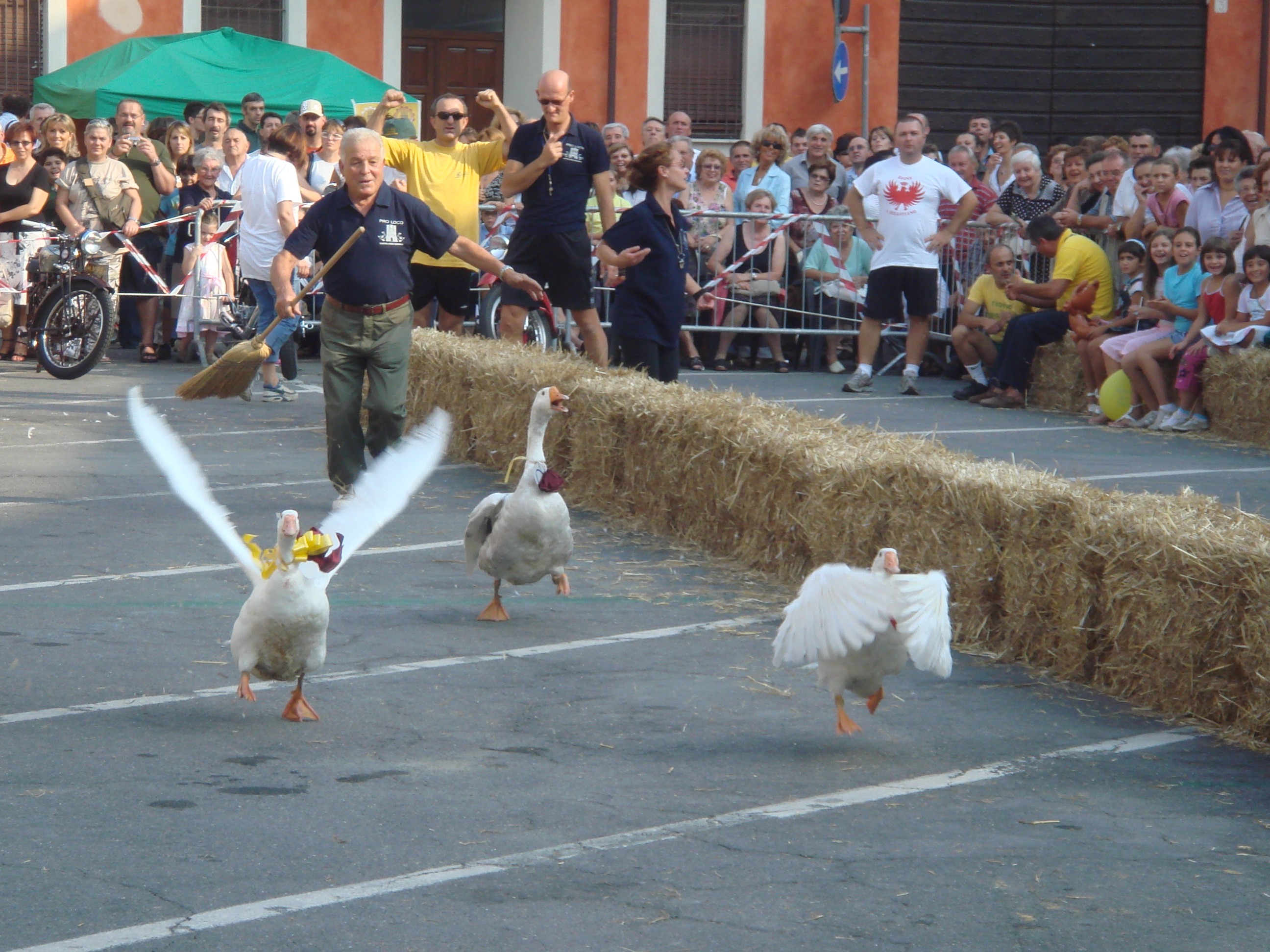
Corsa della XXII edizione (2007) del Palio dell'oca

La tabella riporta i rioni partecipanti alle ultime edizioni:
| Rioni                | XXIII (2008) | XXIV (2009) |
| -------------------- | ------------ | ----------- |
| Borgo San Carlo      | 41           |             |
| Bruera Santo Stefano | 45           |             |
| Contrada Grande      | 45           |             |
| Gattara-Torrione     | 4            |             |
| Madonnina            | 53           |             |
| Ponte Borgonuovo     | 56           |             |
| Ponte San Michele    | 47           |             |
| San Sebastiano       | 55           |             |

##### Mostra Mercato della zucca
La Mostra Mercato della zucca è l'ultima manifestazione del settembre castellazzese. Nata nel 1992, viene organizzata ogni anno per elogiare uno dei prodotti tipici castellazzesi, la zucca. Durante la manifestazione i produttori locali organizzano un'esposizione dei loro prodotti e vengono preparati diversi piatti a base di zucca che possono essere degustati; musica dal vivo e animazioni accompagnano la festa.

## Prodotti tipici locali
- Barbabietola rossa: grazie detta in castellazzese biarava
- Scorzonera: radice consumata prevalentemente in Liguria
- Zucca
- Giacometta: crema di cioccolata spalmabile brevettata dal cioccolatiere Giacomo Boidi.

## Amministrazione
Di seguito è presentata una tabella relativa alle amministrazioni che si sono succedute in questo comune.
| Periodo        | Periodo        | Primo cittadino     | Partito                                     | Carica                  | Note   |
| -------------- | -------------- | ------------------- | ------------------------------------------- | ----------------------- | ------ |
| 8 giugno 1985  | 26 maggio 1990 | Pietro Guglielmero  | Partito Socialista Italiano                 | Sindaco                 | [ 13 ] |
| 26 maggio 1990 | 24 aprile 1995 | Pietro Guglielmero  | Partito Socialista Italiano                 | Sindaco                 | [ 13 ] |
| 24 aprile 1995 | 14 giugno 1999 | Gianfranco Ferraris | centro-sinistra                             | Sindaco                 | [ 13 ] |
| 14 giugno 1999 | 14 giugno 2004 | Gianfranco Ferraris | lista civica Solidarietà progresso          | Sindaco                 | [ 13 ] |
| 14 giugno 2004 | 8 giugno 2009  | Domenico Ravetti    | lista civica Solidarietà progresso          | Sindaco                 | [ 13 ] |
| 8 giugno 2009  | 26 maggio 2014 | Domenico Ravetti    | lista civica                                | Sindaco                 | [ 13 ] |
| 26 maggio 2014 | 21 luglio 2015 | Gianfranco Ferraris | lista civica Solidarietà progresso          | Sindaco                 | [ 13 ] |
| 21 luglio 2015 | 7 giugno 2016  | Raffaele Ricciardi  | -                                           | Commissario prefettizio | [ 13 ] |
| 7 giugno 2016  | 4 ottobre 2021 | Gianfranco Ferraris | lista civica Lealtà esperienza rinnovamento | Sindaco                 | [ 13 ] |
| 4 ottobre 2021 | in carica      | Gianfranco Ferraris | lista civica Ferraris Gianfranco detto Gil  | Sindaco                 | [ 13 ] |

## Sport
- Squadra di calcio: U.S. Castellazzo, milita nel campionato di Promozione
- Squadra di basket: B.C.C.Castellazzo Bormida
- Gruppo Podistico Cartotecnica Piemontese di Castellazzo Bormida
- Moto Club Castellazzo Bormida fondato nel 1933
- Castellazzo Calcio a 7

## Galleria d'immagini

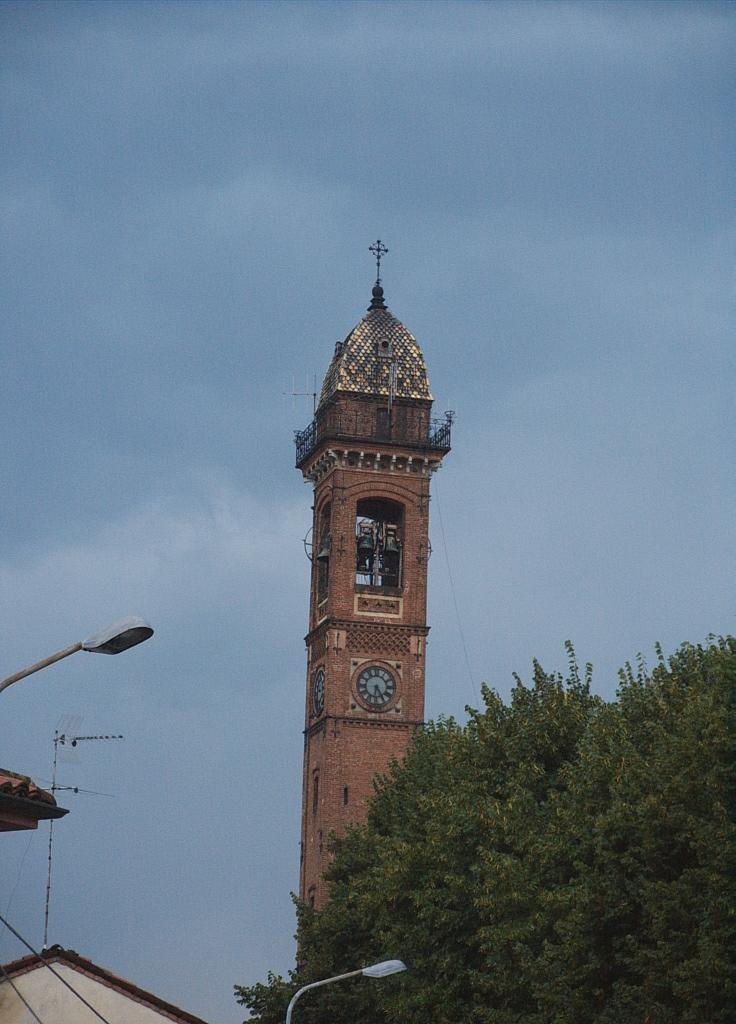
Campanile della chiesa parrocchiale dei Santi Carlo ed Anna
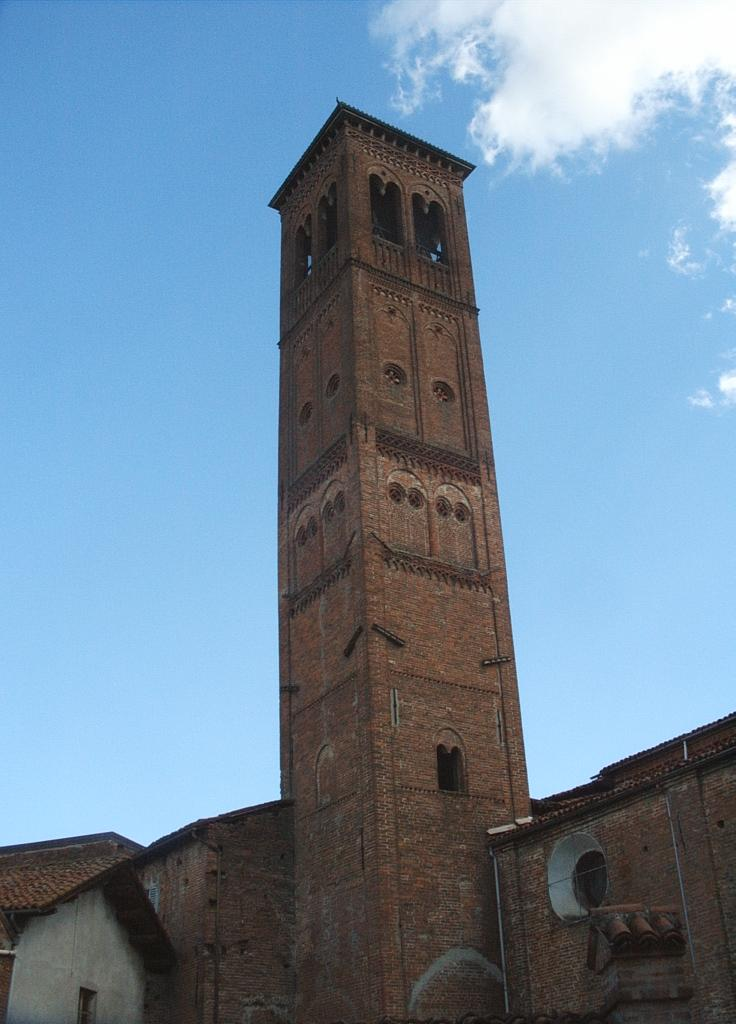
Campanile della chiesa parrocchiale di San Martino
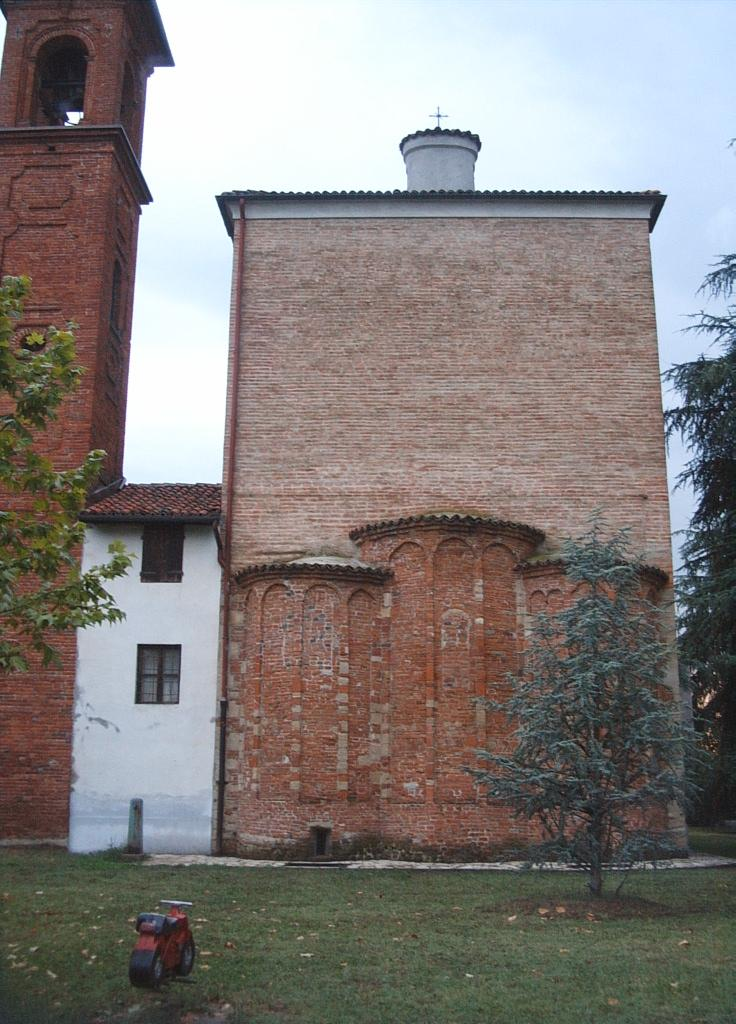
Particolare delle absidi della chiesa di Santo Stefano
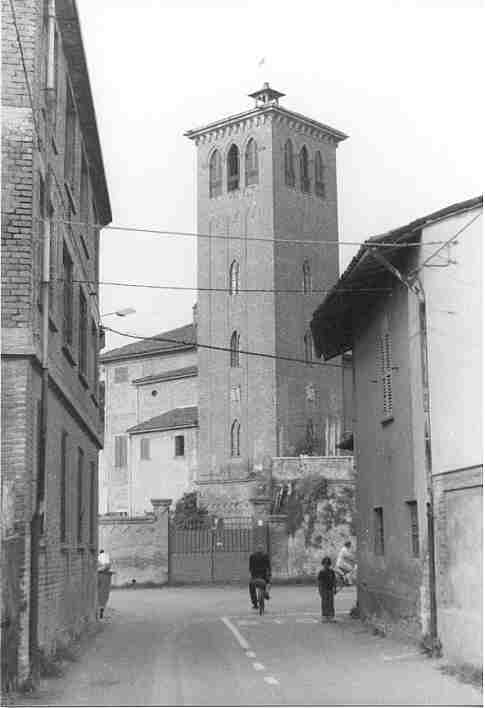
Torre del Castello
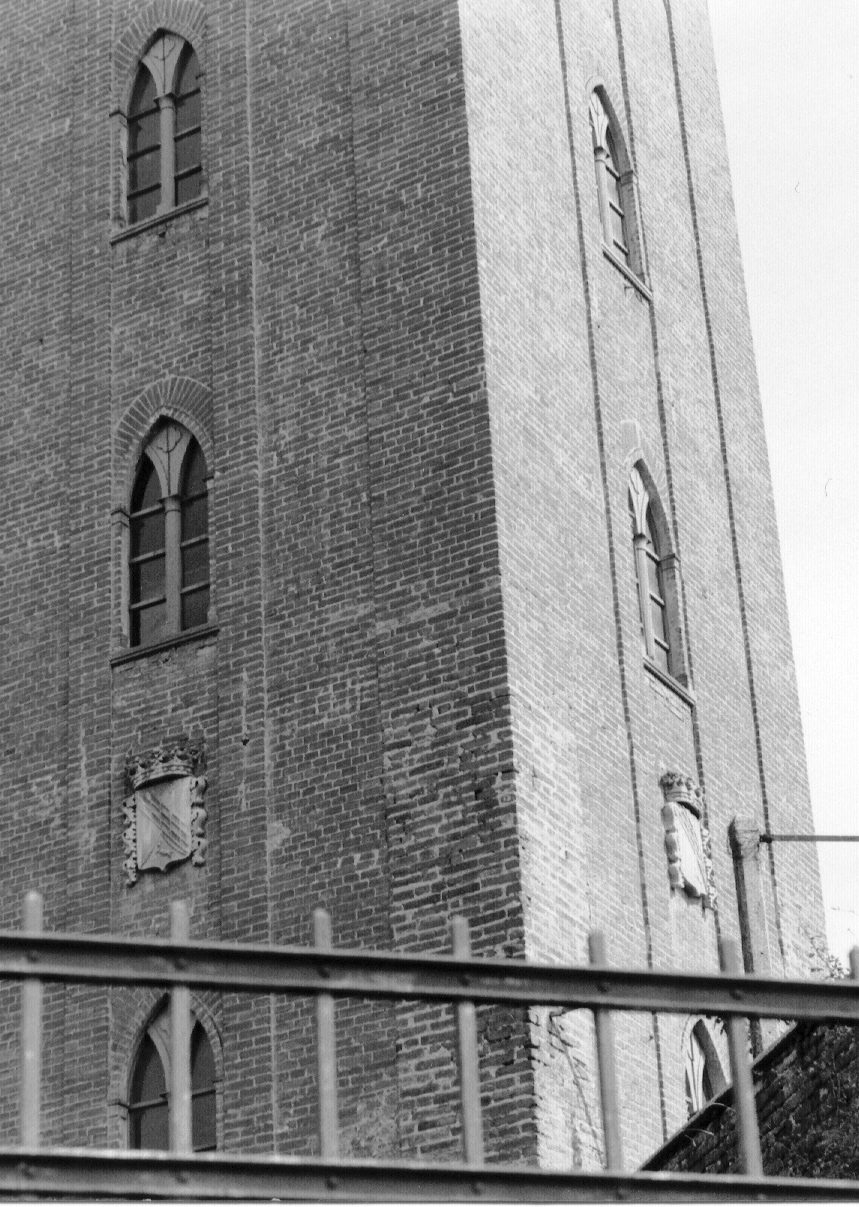
Torre del Castello (particolare)
Stemma Canefri raffigurato sulla Torre del Castello
Ultimi discendenti Canefri, per i quali è stata riconosciuta la Cittadinanza Onoraria.
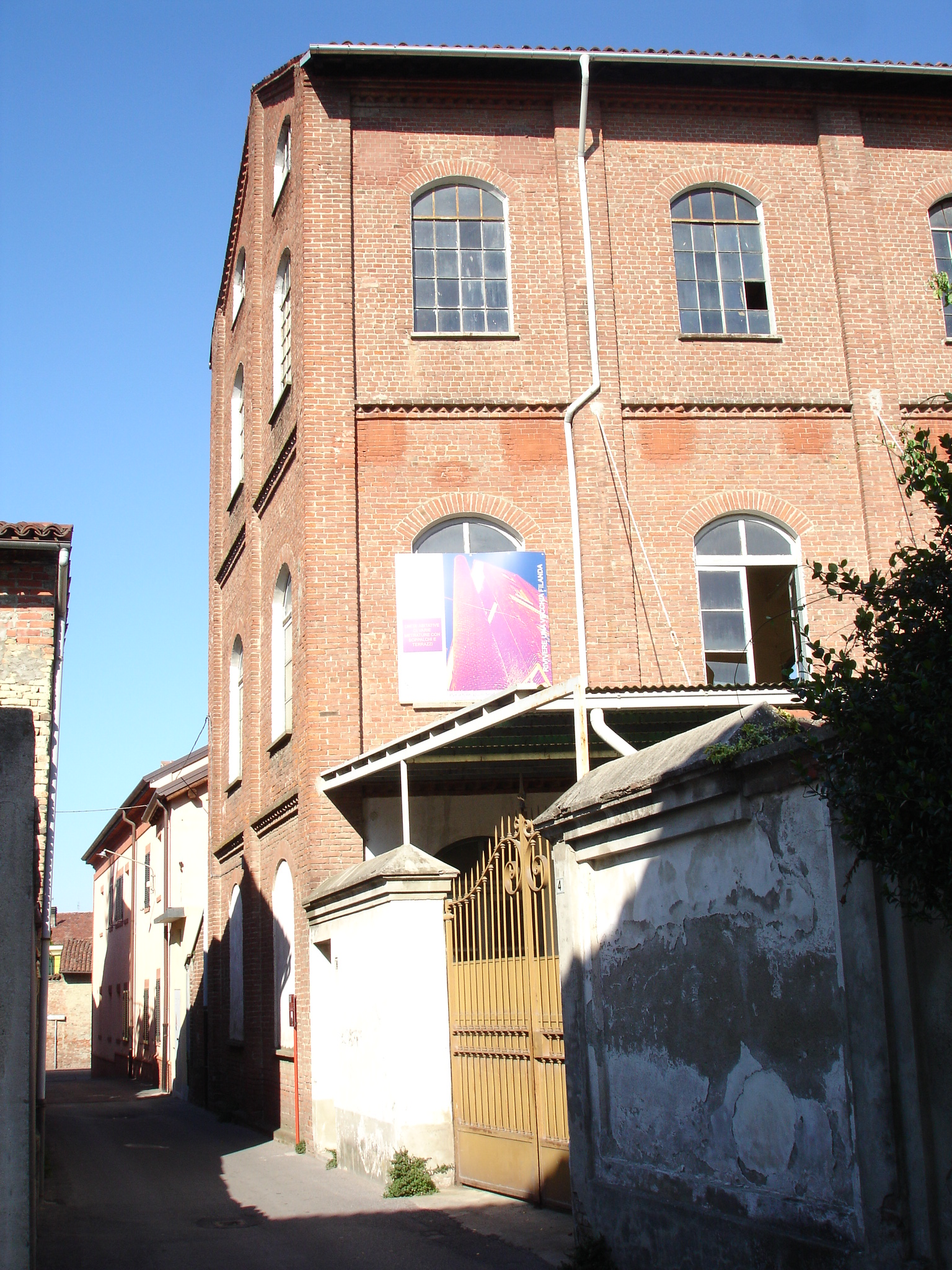
Scorcio di una vecchia filanda da poco restaurata